# 삼성 갤럭시 탭 어드밴스 2
삼성 갤럭시 탭 어드밴스 2는 삼성전자가 출시한 안드로이드 태블릿 컴퓨터이다. 2018년에 출시되었다.